# Найден Геров (композитор)
 Тази статия е за композитора.  За българския просветен деец вижте Найден Геров.  
Найден Евлогиев Геров (14 юни 1916 – 24 октомври 1989) е български композитор, пианист и музикален журналист. Внук е на възрожденеца книжовник Найден Геров.

## Биография
Роден е в Пловдив на 14 юни 1916 г. в семейството на Евлоги Геров – син на Найден Геров и Мария Пулиева (първа братовчедка на Евлоги и Христо Георгиеви). След смъртта на бащата Евлоги Геров семейството му е приютено от неговата сестра Рада Герова, съпруга на Теодор Теодоров.
Още от ранно детство учи музика. През 1930 г. завършва Американския колеж в София. След завършването на средното си образование пише първите си произведения. Учи музикална теория и композиция при германския педагог д-р Науман. През 30-те години е активен сътрудник на Опитния театър и на Реалистичния театър в София. През 1947 – 1961 г. работи и във Варненската народна опера. Тогава написва и първите си опери. Съпругата му Алла Захарчук-Герова е негов постоянен сътрудник-либретист. От 1962 г. работи на свободна практика.
Умира на 24 октомври 1989 г.

## Творчество
Найден Геров е автор на музикално-сценични произведения, оратория и реквием, 3 симфонии, 4 концерта, камерно-инструментална и вокална музика, хорови песни, театрална и филмова музика. Автор е на музиката към филмите „Калоян“ от 1963 г. и 13 дни от 1964 г. По-известни негови опери са:
- „Паисий Хилендарски“
- „В една новогодишна нощ“
- „Бяла пролет“
- „Пепеляшка“
- „Ян Бибиян“
- „Тримата мускетари“
- „Почивка в Арко Ирис“
- „Полет към Кларис“[1][2][4]